# Émile Dubois (tueur en série)
Pour les articles homonymes, voir Dubois et Émile Dubois.
Émile Dubois est un tueur en série français, né le 30 mars 1867 à Étaples dans le Pas-de-Calais et fusillé le 26 mars 1907 à Valparaiso au Chili.

## Biographie
Louis Amédée Brihier Lacroix est le fils de Marie Lacroix et Louis Joseph Brihier, tailleur d'habits. Il est né à Étaples le 29 avril 1867.
Il travaille comme mineur à Courrières pendant deux ans.
Quand il a 20 ans, il embarque pour le Venezuela et prend le pseudonyme d'Émile Dubois.

## Parcours criminel
Quand il a 15 ans, il tue le père de son amoureuse, un policier retraité.
Il commet un vol, est arrêté et emprisonné un mois.
En 1903, dans un bordel, avec la complicité de ses amoureuses Ursula Morales et Catalina, il tue un jeune ingénieur péruvien et le dépouille.
Le 7 janvier 1905, à Santiago, il tue Ernest Lafontaine un commerçant français, et premier maire de Providencia. Il lui vole sa montre en or, les clés de son coffre-fort et de l'argent. C'est son ami personnel, le conseiller municipal Roman Diaz qui découvre son corps mutilé.
À Valparaíso, il tue le 4 septembre 1905, l'importateur allemand Reinald Tillmans, puis il tue le 4 octobre 1905, le courtier et homme d'affaires allemand Gustave Titius, dont il mutile les mains. 
L'année suivante, le 4 avril 1906, il tue un marchand français Isidore Challe, à la porte de son magasin, à Valparaíso, de six coups de couteau. 
Le 25 juin 1906, il tente d'assassiner Charles Davies, un dentiste anglais. L'attaquant est décrit comme ayant une courte moustache, mais forte et garnie, portant un habit de marin et un chapeau noir de Calañas (es). Il est capturé et emprisonné. Malgré sa vie mouvementée et tous les éléments de preuve recueillis, il prétend être innocent. 
Pendant le tremblement de terre à Valparaiso (es) du 16 août 1906 (de magnitude 8,2), Émile Dubois se trouve parmi les 598 détenus de la prison de Valparaiso. Peu de temps après le début du tremblement de terre, il est retrouvé sous des conserves, complètement transformé, recouvert d'un poncho, avec la barbe rasée, les manilles et menottes enlevées par ses codétenus. Pourtant, il indique n'avoir pas eu l'intention de s'enfuir.

## Jugement, condamnation, exécution
Émile Dubois est jugé et condamné à mort. La veille de son exécution, il épouse en prison sa partenaire Ursula Morales. Il est fusillé le 26 mars 1907, puis ses restes sont enterrés dans la fosse commune du cimetière de Playa Ancha, puisque déclaré comme indigent.
À ce jour, il est le premier tueur en série connu dans l'histoire du Chili.

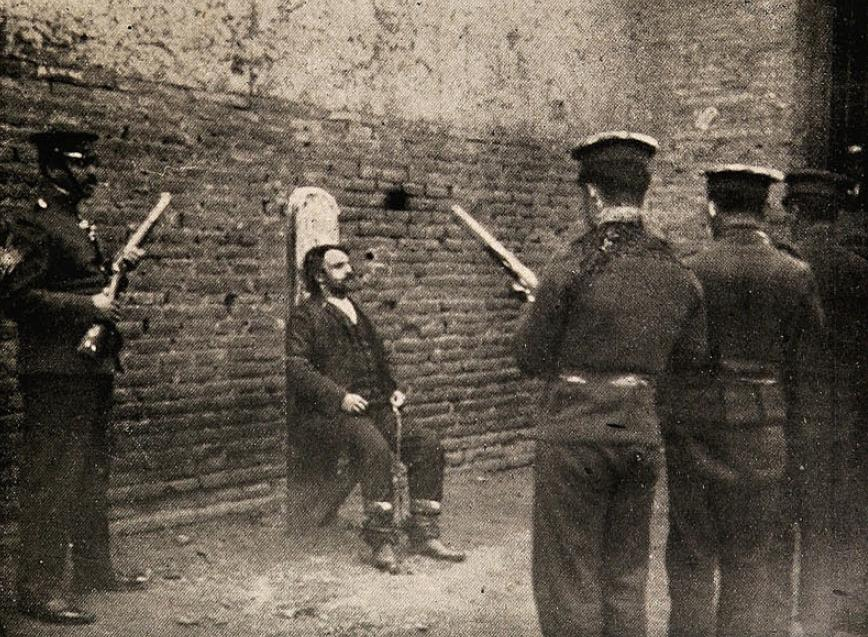
Émile Dubois juste avant son exécution, a dit : Exécutez-moi et visez bien au cœur ! (Ejecutadme y apuntad bien al corazón !)

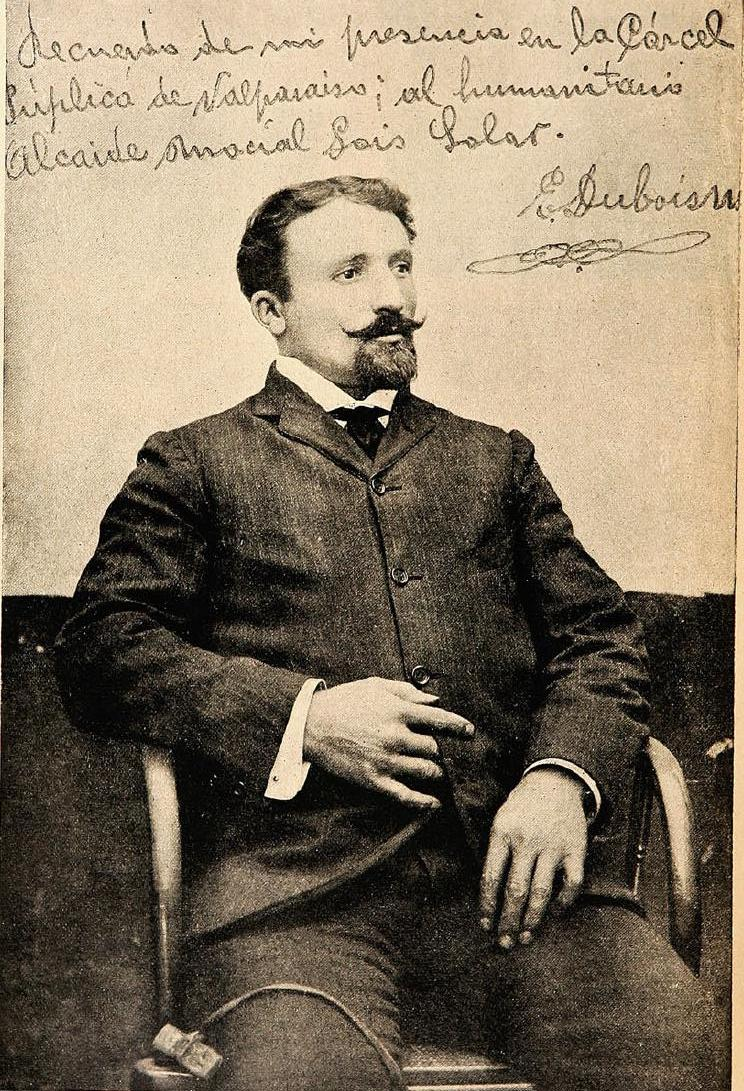
Émile Dubois.

## Postérité
Selon les chroniques de l'époque, ses victimes étaient connues pour être des usuriers. Par la suite, la population pauvre de Valparaiso lui voue un culte et le  considère comme une sorte de Robin des Bois, un justicier du prolétariat, considérant ses meurtres comme des actes de justice contre la bourgeoisie. Depuis lors, la culture populaire l'a élevé au statut de saint païen populaire, transformant son cénotaphe dans le cimetière de Playa Ancha à Valparaíso (es), en un lieu de vénération (animita (es)) avec de nombreuses plaques, ex-voto et dédicaces en remerciement des faveurs accordées.